# Keily Pérez
Keily Linet Pérez Ibáñez (* 26. April 2001) ist eine kubanische Hürdenläuferin, die sich auf die 100-Meter-Distanz spezialisiert hat.

## Sportliche Laufbahn
Erste internationale Erfahrungen sammelte Keily Pérez im Jahr 2018, als sie bei den Zentralamerika- und Karibikspielen in Barranquilla mit 13,57 s im Vorlauf über 100 m Hürden ausschied. Anschließend nahm sie an den Olympischen Jugendspielen in Buenos Aires teil und gelangte dort auf den sechsten Platz. 2021 gewann sie bei den erstmals ausgetragenen Panamerikanischen Juniorenspielen in Cali in 13,33 s die Bronzemedaille hinter ihrer Landsfrau Greisys Roble und Ketiley Batista aus Brasilien. Im Jahr darauf gewann sie bei den Ibero-Amerikanischen Meisterschaften in La Nucia in 13,01 s die Silbermedaille hinter ihrer Landsfrau Roble und im Juli musste sie sich bei den U23-Karibikspielen in Guadeloupe mit 13,27 s ebenfalls nur Roble geschlagen geben. 2023 belegte sie bei den Zentralamerika- und Karibikspielen in San Salvador mit 13,64 s den sechsten Platz.
2023 wurde Pérez kubanische Meisterin in der 4-mal-100-Meter-Staffel.

## Persönliche Bestzeiten
- 100 m Hürden: 13,01 s (+0,5 m/s), 22. Mai 2022 in La Nucia
  - 60 m Hürden (Halle): 8,30 s, 25. Februar 2023 in Saragossa